# Station Raoul-Wallenberg-Straße
Raoul-Wallenberg-Straße is een station van S-Bahn van Berlijn, gelegen in het Berlijnse stadsdeel Marzahn. Het station ligt aan lijn S7 (Potsdam - Ahrensfelde) en werd geopend op 15 december 1980. De parallel aan de Wriezener Bahn verlopende S-Bahnlijn in Marzahn ontstond tegelijkertijd met het stadsdeel zelf en werd naarmate de bouw vorderde steeds een stuk naar het noorden verlengd. Aanvankelijk droeg station Raoul-Wallenberg-Straße de naam Bruno-Leuschner-Straße. Deze naar de DDR-politicus Bruno Leuschner genoemde straat werd in 1992 echter zoals vele straten in het oosten van de stad hernoemd.
Het S-Bahnstation ligt parallel aan de Märkische Allee, de westelijke randweg van Marzahn, ter hoogte van de kruising met de Raoul-Wallenberg-Straße. Aan de oostkant van het station ligt een typische Oost-Duitse hoogbouwwijk uit het begin van de tachtiger jaren (Plattenbau); ten westen van het spoor bevinden zich een begraafplaats en een groot industriegebied. Station Raoul-Wallenberg-Straße verrees naar een standaardontwerp en bestaat uit een volledig overdekt eilandperron met twee sporen. Een voetgangerstunnel verbindt het perron met de woonwijken in de omgeving. Ten behoeve van mindervaliden is er een hellingbaan aanwezig.